# 香港国際珠宝展
香港国際珠宝展（ホンコンこくさいしゅほうてん/ 中:香港國際珠寶展 / 英:Hong Kong International Jewellery Show）は、毎年3月に香港で開催される国際宝石展。
2012年2月に開かれた第29回香港国際珠宝展では48カ国・地域から3100社以上が出展した。
日本からは日本貿易振興機構（ジェトロ）などがパビリオンを出している。